# Акецарі
Акецарі (рум. Acățari) — село у повіті Муреш в Румунії. Адміністративний центр комуни Акецарі.
Село розташоване на відстані 254 км на північний захід від Бухареста, 9 км на південний схід від Тиргу-Муреша, 85 км на схід від Клуж-Напоки, 118 км на північний захід від Брашова.

## Населення
За даними перепису населення 2002 року у селі проживали 1200 осіб.
Національний склад населення села:
| Національність | Кількість осіб | Відсоток |
| -------------- | -------------- | -------- |
| угорці         | 1110           | 92,5%    |
| цигани         | 63             | 5,3%     |
| румуни         | 27             | 2,3%     |

Рідною мовою назвали:
| Мова      | Кількість осіб | Відсоток |
| --------- | -------------- | -------- |
| угорська  | 1146           | 95,5%    |
| циганська | 28             | 2,3%     |
| румунська | 26             | 2,2%     |